# The Bootleg Series Vol. 12: The Cutting Edge 1965–1966
Albums de Bob Dylan
Shadows in the Night
(2015) Fallen Angels
(2016)
The Bootleg Series Vol. 12: The Cutting Edge 1965–1966 est une compilation de Bob Dylan sortie en 2015. Elle rassemble des démos, prises alternatives et chansons inédites provenant des séances d'enregistrement des albums Bringing It All Back Home, Highway 61 Revisited et Blonde on Blonde, datant de 1965-1966.
Cette compilation existe sous trois formes différentes :
- une version 2 CD (« Best of ») ;
- une version 6 CD (« Deluxe ») ;
- une version limitée 18 CD (« Collector's Edition »).

Cette dernière comprend également neuf 45 tours reprenant des singles publiés à l'époque.

## Titres

### Version 2 CD
| CD 1  | CD 1                                             | CD 1                           | CD 1  | CD 1 | CD 1 | CD 1 | CD 1 | CD 1 | CD 1 |
| No    | Titre                                            | Version                        | Durée |      |      |      |      |      |      |
| ----- | ------------------------------------------------ | ------------------------------ | ----- | ---- | ---- | ---- | ---- | ---- | ---- |
| 1.    | Love Minus Zero/No Limit                         | prise 2, acoustique            | 3:11  |      |      |      |      |      |      |
| 2.    | I'll Keep It with Mine                           | prise 1, démo au piano         | 4:11  |      |      |      |      |      |      |
| 3.    | Bob Dylan's 115th Dream                          | prises 1 et 2, acoustique solo | 6:17  |      |      |      |      |      |      |
| 4.    | She Belongs to Me                                | prise 1, acoustique solo       | 2:57  |      |      |      |      |      |      |
| 5.    | Subterranean Homesick Blues                      | prise 1                        | 2:38  |      |      |      |      |      |      |
| 6.    | Outlaw Blues                                     | prise 2                        | 3:29  |      |      |      |      |      |      |
| 7.    | On the Road Again                                | prise 4                        | 2:31  |      |      |      |      |      |      |
| 8.    | Farewell, Angelina                               | prise 1, acoustique solo       | 5:28  |      |      |      |      |      |      |
| 9.    | If You Gotta Go, Go Now                          | prise 2                        | 2:50  |      |      |      |      |      |      |
| 10.   | You Don't Have to Do That                        | prise 1                        | 0:50  |      |      |      |      |      |      |
| 11.   | California                                       | prise 1, acoustique solo       | 3:05  |      |      |      |      |      |      |
| 12.   | Mr. Tambourine Man                               | prise 3, incomplète            | 3:23  |      |      |      |      |      |      |
| 13.   | It Takes a Lot to Laugh, It Takes a Train to Cry | prise 8                        | 3:28  |      |      |      |      |      |      |
| 14.   | Like a Rolling Stone (version courte)            | prise 5, répétition            | 1:44  |      |      |      |      |      |      |
| 15.   | Like a Rolling Stone                             | prise 11                       | 5:56  |      |      |      |      |      |      |
| 16.   | Sitting on a Barbed Wire Fence                   | prise 2                        | 3:58  |      |      |      |      |      |      |
| 17.   | Medicine Sunday                                  | prise 1                        | 1:01  |      |      |      |      |      |      |
| 18.   | Desolation Row                                   | prise 2, démo au piano         | 2:00  |      |      |      |      |      |      |
| 19.   | Desolation Row                                   | prise 1                        | 11:15 |      |      |      |      |      |      |
| 70:12 |                                                  |                                |       |      |      |      |      |      |      |

| CD 2  | CD 2                                                  | CD 2                 | CD 2  | CD 2 | CD 2 | CD 2 | CD 2 | CD 2 | CD 2 |
| No    | Titre                                                 | Version              | Durée |      |      |      |      |      |      |
| ----- | ----------------------------------------------------- | -------------------- | ----- | ---- | ---- | ---- | ---- | ---- | ---- |
| 1.    | Tombstone Blues                                       | prise 1              | 7:30  |      |      |      |      |      |      |
| 2.    | Positively 4th Street                                 | prise 5              | 4:24  |      |      |      |      |      |      |
| 3.    | Can You Please Crawl Out Your Window? (Short Version) | prise 1              | 4:05  |      |      |      |      |      |      |
| 4.    | Just Like Tom Thumb's Blues                           | prise 3, répétition  | 5:39  |      |      |      |      |      |      |
| 5.    | Highway 61 Revisited                                  | prise 3              | 3:30  |      |      |      |      |      |      |
| 6.    | Queen Jane Approximately                              | prise 5              | 6:02  |      |      |      |      |      |      |
| 7.    | Visions of Johanna                                    | prise 5              | 7:40  |      |      |      |      |      |      |
| 8.    | She's Your Lover Now                                  | prise 6              | 4:58  |      |      |      |      |      |      |
| 9.    | Lunatic Princess                                      | prise 1              | 1:20  |      |      |      |      |      |      |
| 10.   | Leopard-Skin Pill-Box Hat                             | prise 8              | 3:26  |      |      |      |      |      |      |
| 11.   | One of Us Must Know (Sooner or Later)                 | prise 19             | 5:10  |      |      |      |      |      |      |
| 12.   | Stuck Inside of Mobile with the Memphis Blues Again   | prise 13             | 4:03  |      |      |      |      |      |      |
| 13.   | Absolutely Sweet Marie                                | prise 1              | 5:01  |      |      |      |      |      |      |
| 14.   | Just Like a Woman                                     | prise 4              | 5:19  |      |      |      |      |      |      |
| 15.   | Pledging My Time                                      | prise 1              | 3:22  |      |      |      |      |      |      |
| 16.   | I Want You                                            | prise 4              | 2:51  |      |      |      |      |      |      |
| 17.   | Highway 61 Revisited                                  | prise 7, faux départ | 0:32  |      |      |      |      |      |      |
| 74:52 |                                                       |                      |       |      |      |      |      |      |      |

## Musiciens
- Bob Dylan : chant, guitare, piano, harmonica
- Mike Bloomfield, Al Gorgoni, John Hammond, Jr., Jerry Kennedy, Bruce Langhorne, Charlie McCoy, Wayne Moss, Kenny Rankin, Robbie Robertson : guitare
- Joe South : guitare, basse
- Paul Griffin : piano, piano électrique, orgue
- Al Kooper : orgue, piano électrique, célesta
- Frank Owens : piano, piano électrique
- Richard Manuel, Hargus Robbins : piano
- Garth Hudson : orgue
- John Sebastian : basse, harmonica
- John Boone, Harvey Brooks, Rick Danko, Joseph Macho Jr., Russ Savakus, Henry Strzelecki : basse
- Kenny Buttrey, Bobby Gregg, Levon Helm, Sandy Konikoff, Sam Lay : batterie
- Angeline Butler : chœurs